# Xã Evansville, Quận Douglas, Minnesota
Xã Evansville (tiếng Anh: Evansville Township) là một xã thuộc quận Douglas, tiểu bang Minnesota, Hoa Kỳ. Năm 2010, dân số của xã này là 242 người.